# Abel de Barros Araújo
Abel de Barros Araújo (Picos, 22 de dezembro de 1950 – Picos, 6 de abril de 2021) foi um médico e político brasileiro, outrora deputado estadual pelo Piauí.

## Dados biográficos
Filho de Joaquim Antônio de Araújo e Maria Alvina de Araújo. Médico formado na Faculdade de Medicina de Valença, obteve especialização em Clínica Médica e Medicina Legal. Antes de retornar ao Piauí prestou serviços ao Hospital do Andaraí e ao Hospital Municipal Souza Aguiar, no Rio de Janeiro. Eleito prefeito de Picos numa sublegenda do PDS em 1982, migrou para o PFL no curso do mandato. Em 1992 elegeu-se prefeito de Picos pela segunda vez e em 1998 foi eleito deputado estadual.
Seu irmão, Antônio de Barros Araújo, foi prefeito de Picos em 1970 e deputado estadual por cinco mandatos, além de secretário de Justiça do governo Freitas Neto e conselheiro do Tribunal de Contas do Estado do Piauí. Seu sobrinho, Kennedy Barros, também foi deputado estadual e atualmente é conselheiro do Tribunal de Contas do Estado.